# Roger Fisher
Roger Dummer Fisher, meist kurz Roger Fisher (* 28. Mai 1922 in Winnetka (Illinois); † 25. August 2012 in Hanover (New Hampshire)), war ein US-amerikanischer Rechtswissenschaftler, emeritierter Professor der Harvard Law School und ab 1980 Leiter des Harvard Negotiation Project.
Fisher war auf Verhandlungstechniken und Konfliktmanagement spezialisiert. Er entwickelte eine Strategie des „prinzipiengeleiteten Verhandelns“ und wurde durch zahlreiche Publikationen bekannt; seine Schlüsselarbeit ist Getting to Yes (deutsch: Harvard-Konzept), das er zusammen mit William Ury schrieb und das von Bruce M. Patton herausgegeben wurde. Das Werk gilt als Standardwerk zielführender Verhandlungstechnik.

## Leben und Werk
Fisher studierte Rechtswissenschaften an der Harvard Law School und erhielt 1943 seinen Bachelor-Abschluss. Sodann diente er im Zweiten Weltkrieg als Pilot in der Wetteraufklärung und arbeitete anschließend im Rahmen des Marshallplans in Paris unter W. Averell Harriman. Seinen Abschluss in Rechtswissenschaften an der Harvard Law School erhielt er 1948. Nach Abschluss seines Studiums war er für die Anwaltskanzlei Covington & Burling in Washington vor dem US Supreme Court und bei internationalen Streitigkeiten beratend tätig.
In den 1950er Jahren heiratete er Carrie Fisher, mit der er zwei Söhne hat, Eliot Fisher, Professor für Medizin an der Dartmouth Medical School, und Peter R. Fisher, von 2001 bis 2004 Staatssekretär im US-Finanzministerium.
1958 folgte Fisher dem Ruf an die Harvard Law School, wo er zunächst als Dozent und von 1960 bis zu seiner Emeritierung 1992 als Professor lehrte. 1963 wurde er in die American Academy of Arts and Sciences gewählt. Geprägt von den Kriegsgeschehnissen und seinen Erfahrungen als Anwalt begann Fisher zu erforschen, wie Konflikte einvernehmlich gelöst werden können. Fisher und seine Studenten gründeten 1979 das Harvard Negotiation Project und interviewen Menschen, die als qualifizierte Verhandlungsführer bekannt waren, um deren Techniken zu verstehen.
Während der 1980er und 1990er Jahren lehrte Roger Fisher Verhandlungsführung und Konfliktmanagement in Harvard, war aber auch als Berater für Verhandlungen und Konflikte aller Art tätig. Seine Tätigkeit war weltweit, einschließlich von Friedensprozessen, Geiselkrisen, diplomatische Verhandlungen und kommerzielle und rechtlichen Verhandlungen und Streitigkeiten.
Ab 2005 veröffentlichte Fisher mehrere Follow-ups zu seinem Harvard-Konzept. In Beyond Reason zeigte er viele seiner Erfahrungen mit Verhandlungen auf der ganzen Welt auf, von seiner Beteiligung an den Verhandlungen über die Iran Geiselnahme, seine beratende Rolle bei der Unterstützung von Jamil Mahuad, Präsident von Ecuador (1998–2000) bis hin zur Lösung einer langjährigen internationalen Grenzstreitigkeit.
1984 gründete Fisher die Conflict Management Group (CMG) in Cambridge, Massachusetts, die sich auf weltweite Verhandlungen und Konfliktlösungen spezialisiert hat. Fisher war Mitglied des Council on Foreign Relations und der internationalen Redaktion der Cambridge Review of International Affairs.
2005 veröffentlichte Fisher sein letztes Buch: Beyond Reason.

## Veröffentlichungen (Auswahl)
- als Hrsg. mit William Ury und Bruce M. Patton: Das Harvard-Konzept. Campus Verlag, Frankfurt / New York 2009. ISBN 3-593-38982-7.
- (mit William Ury): Getting To Yes: Negotiating Agreement Without Giving In. Houghton Mifflin 1981. ISBN 0-395-31757-6.
- (mit Daniel Shapiro): Beyond Reason: Using Emotions as You Negotiate. Viking/Penguin 2005.
- (mit Alan Sharp & John Richardson): Getting it done: How to Lead When You're Not in Charge. HaperBusiness 1998.
- (mit Andrea Kupfer Schneider, Elizabeth Borgwardt & Brian Ganson): Coping with International Conflict: A Systematic Approach to Influence in International Negotiation. Prentice Hall 1997.
- (mit Elizabeth Kopelman & Andrea Kupfer Schneider): Beyond Machiavelli: Tools for Coping with Conflict. Harvard University Press 1994.
- Improving Compliance with International Law. University of Virginia Press 1981.
- Points of Choice: International Crises and the Role of Law. Oxford University Press 1978.
- (mit Danny Ertel): Getting Ready to Negotiate. Penguin Books 1981. ISBN 0-14-023531-0.
- Dear Israelis, Dear Arabs: A Working Approach to Peace. Harper and Row 1972.
- International Conflict for Beginners. 1969